# Galería Nacional de Umbría

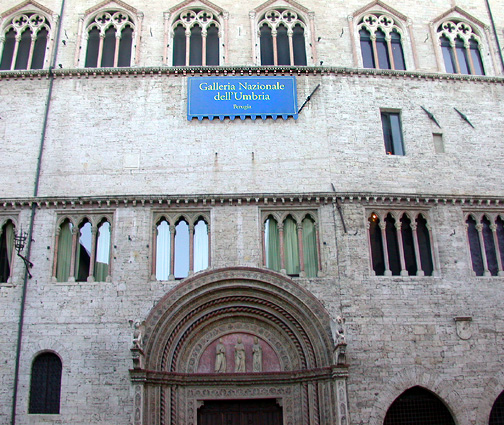
Perugia, Palacio de los Priores. En la tercera planta está situada la Galería Nacional de Umbría

La Galería Nacional de Umbría (en italiano Galleria nazionale dell'Umbria) es una pinacoteca ubicada en la tercera planta del Palazzo dei Priori de Perugia, en el corso Vannucci . Contiene la mayor colección de obras (desde cuadros hasta esculturas, de orfebrería a tejidos) de artistas, desde el siglo XIII al XIX, ligados, por nacimiento o por tradición de trabajo, con la Umbría.

## La historia
Sus orígenes se vinculan con el nacimiento de la Academia de dibujo, que alrededor de la segunda mitad del siglo XVI, tenía su sede en el Convento degli Olivetani en Montemorcino, en la cual se reunieron una serie de dibujos y pinturas.
Al suprimirse las órdenes religiosas por imposición del Imperio Napoleónico primero y después por el Reino de Italia, entre los siglos XVIII y XIX, el material reunido aumentó notablemente en cuanto a las obras artísticas de mayor precio pasaron a ser propiedad estatal, yendo así a inteegrar (cuando no se dispersaron por museos de todo el mundo) la colección de la Academia. 
En 1863 fue instituida una pinacoteca cívica llamada Pietro Vannucci (por Pietro Perugino), pero el problema era encontrar una sede adecuada para todo el material reunido.
En 1878 la pinacoteca dejó la vieja sede de la Academia y fue transferida a la tercera planta del Palacio de los Priores (palazzo dei Priori). 
Ampliada con adquisiciones y donaciones, en 1918 tomó la denominación de Regia Galleria Vannucci. En el curso de los años se han recabado nuevos espacios expositivos, concedidos en uso por el Comune, y la exposición museística actual se organiza en secuencia cronológica y articulada por escuelas.

## Las obras
Las 3.000 obras se exponen en cuarenta salas y se subdividen en siete secciones o periodos históricos:
- El Duecento y el Trecento (Salas I-IV). Aquí pueden verse esculturas de Nicola y Giovanni Pisano o Arnolfo di Cambio. Entre las pinturas, destaca una Virgen con Niño de Duccio di Buoninsegna.

- El Gótico tardío (V-VII). Conserva algunas de las obras pictóricas de mayor interés, como una Virgen con Niño y ángeles de Gentile da Fabriano (1404) y el Políptico de Pietralunga de Ottaviano Nelli (firmado y datado 1404).

- El primer Renacimiento (VIII-XI). Quí puede verse el Políptico de Santo Domingo, obra de Fra Angélico (1447), la pala della Sapienza Nuova de Benozzo Gozzoli (1456) y el Políptico de San Antonio de Piero della Francesca (1455 - 1468)

- El Quattrocento de Umbría-Las Marcas (XII-XVI). Gonfalone dei Legisti de Niccolò di Liberatore, llamado l'Alunno, de 1466; Anunciación y San Lucas, de Benedetto Bonfigli (1450-53).

- El Tesoro y las artes menores (XVII-XX). Orfebrería.

- La capilla de los Priores (XXI). Se aprecia aquí una gran obra de Benedetto Bonfigli: La presa di Perugia da parte di Totila.

- El segundo Renacimiento (XXII-XXIII). La Flagelación, un relieve en bronce de Francesco di Giorgio y la Deposición Baglioni, copia de uno de los mayores trabajos ejecutados por Rafael, pintada por Giuseppe Cesari, llamado Cavalier d'Arpino.